# Чарльз Бартон Барбер
Чарльз Бартон Барбер (англ. Charles Burton Barber; 1845, Грейт-Ярмут, графство Норфолк — 1894, Лондон) — британський художник-анімаліст XIX століття.

## Життєпис
Чарльз Бартон народився у Грейт-Ярмуті, графство Норфолк, був старшим сином Чарльза та Елізабет Барберів і мав двох братів — Френка і Артура. 1861 року родина мешкала в графстві Беркшир. Відомо, що батько працював декоратором.
Маючи художні здібності Чарльз Бартон вступив у Королівську (Державну) художню академію у місті Лондон, де провчився три роки. 1864 року за один з малюнків він отримав срібну медаль.
8 квітня 1875 року у Лондоні молодий художник узяв шлюб із пані Маргарет Вільямс, донькою померлого на той час архітектора Вільямса. В їх родині було дві доньки.
Художник виборов визнання за життя у прискіпливих англійців. Головними темами своєї творчості він обрав анімалістичний жанр та побутові картини з тваринами. Мав помітні успіхи у художньому відтворенні престижних на смаки англійців тварин, серед котрих коні і собаки, іноді птахи. Тварин, особливо собак, художник наділяв людськими емоціями. Це підкреслювали і назви його картин — «Дай погратися», «Особистий адвокат» тощо.
Солодкавими і сентиментальними були зображення дітей на полотнах Барбера. Ці діти милі, виховані, із багатих родин і у багатих інтер'єрах. Їх наче не зачіпали ні туберкульоз, ні бідність, або ж невпевненість у майбутньому чи важка праця, як у тисяч англійських дітлахів доби промислової революції. Це безпроблемні діти зі здоров'ям, з добропорядним вихованням. Це відзначали навіть англійці. На критику художник відповідав, що присвятив власну творчість зображенню тварин та дітей.
Замовниками Чарльза Барбера були заможні англійські родини. На початку 1890-х років на його творчість звернула увагу королева Вікторія. Компліментарне мистецтво художника надало йому право на зображення дітей із королівської родини разом із їх тваринами.
Помер художник у віці 49 років у Лондоні.

## Вибрані твори
- «Шлях до школи»

«Собачий захист», 1893

- «Красуня і потвора» («Павич і свиня-мати з поросятами»)
- «Свій адвокат» або «Собачий захист», «1893»
- «Збори яблук»
- «Дід з трьома онуками»
- «Нова зелена сукня»
- «Чаювання з трьома цуценятами»
- «Коваль створює новий хулахуп»
- «Прогулянка верхи»
- «Годівля білого цуценяти»
- «Маленька дівчинка та її пес шелті»

## Галерея вибраних творів

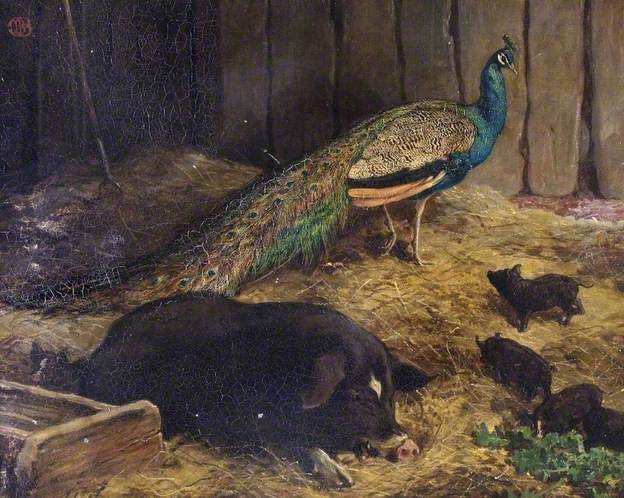
«Красуня і потвора» (Павич та свиня-мати з поросятами)

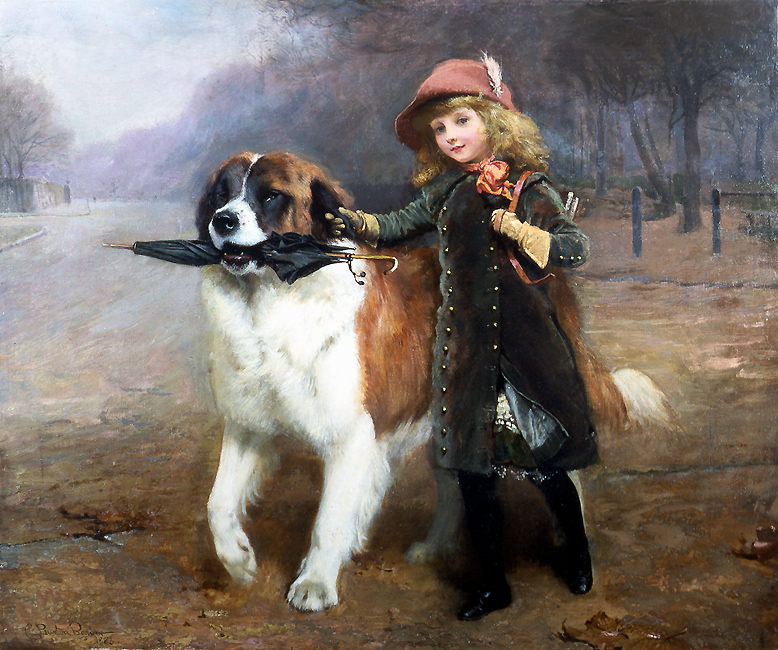
«Шлях до школи», 1883
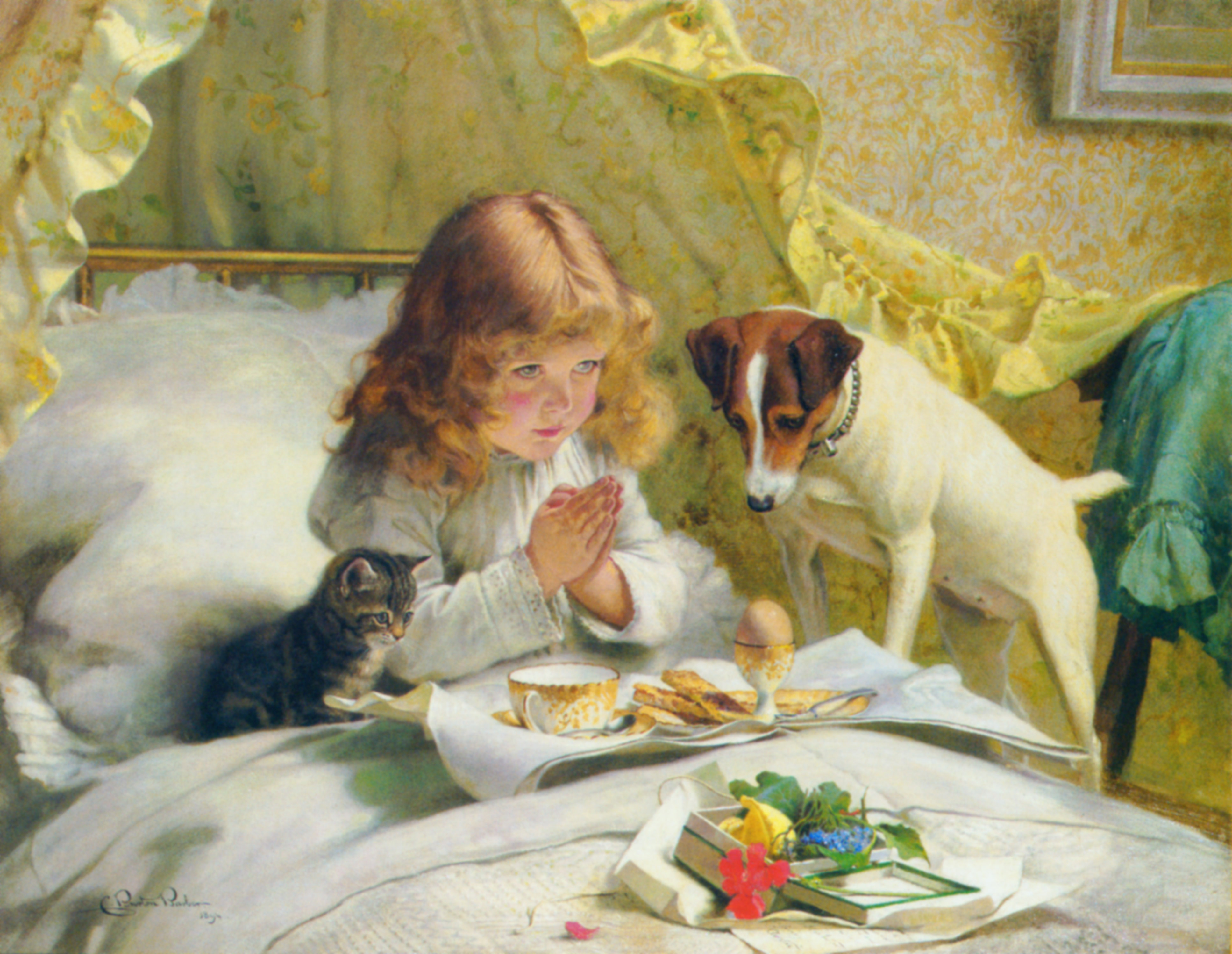
«Молитва перед сніданком», 1894
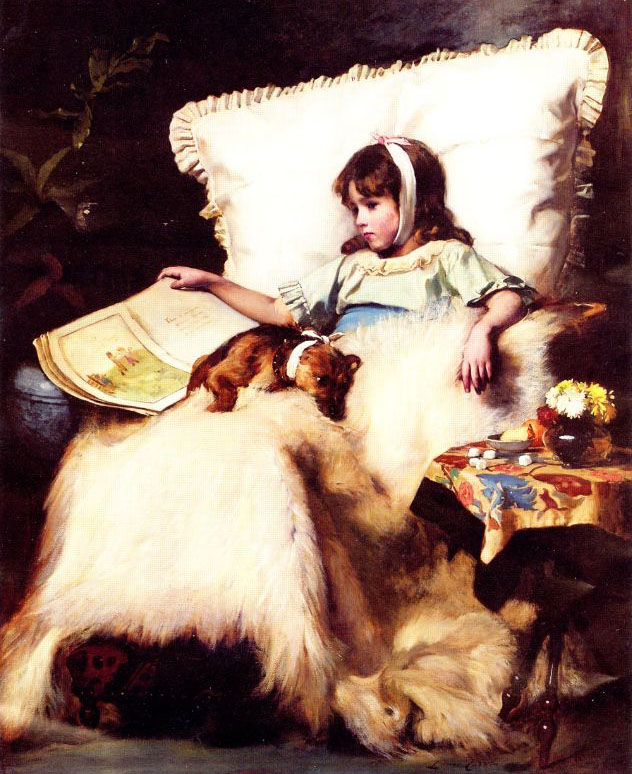
«Двійка хворих, дівчинка і собака», 1894